# Pero flavisaria
Pero flavisaria är en fjärilsart som beskrevs av Grossbeck 1906. Pero flavisaria ingår i släktet Pero och familjen mätare. Inga underarter finns listade i Catalogue of Life.